# Mahjouz
المحجوز(ar)
Sous-genres
Mahzoun
Genres associés
Aroubi
Le mahjouz (arabe : المحجوز) est un genre musical populaire citadin algérien qui dérive du malouf de Constantine. Ses textes sont en arabe populaire algérien.

## Étymologie
Mahjouz (au pluriel mhâdjaz) signifie « retenu » ou « réservé », et dérive de hazdj (« soustraire ») en raison peut être des thèmes parfois osés.

## Histoire

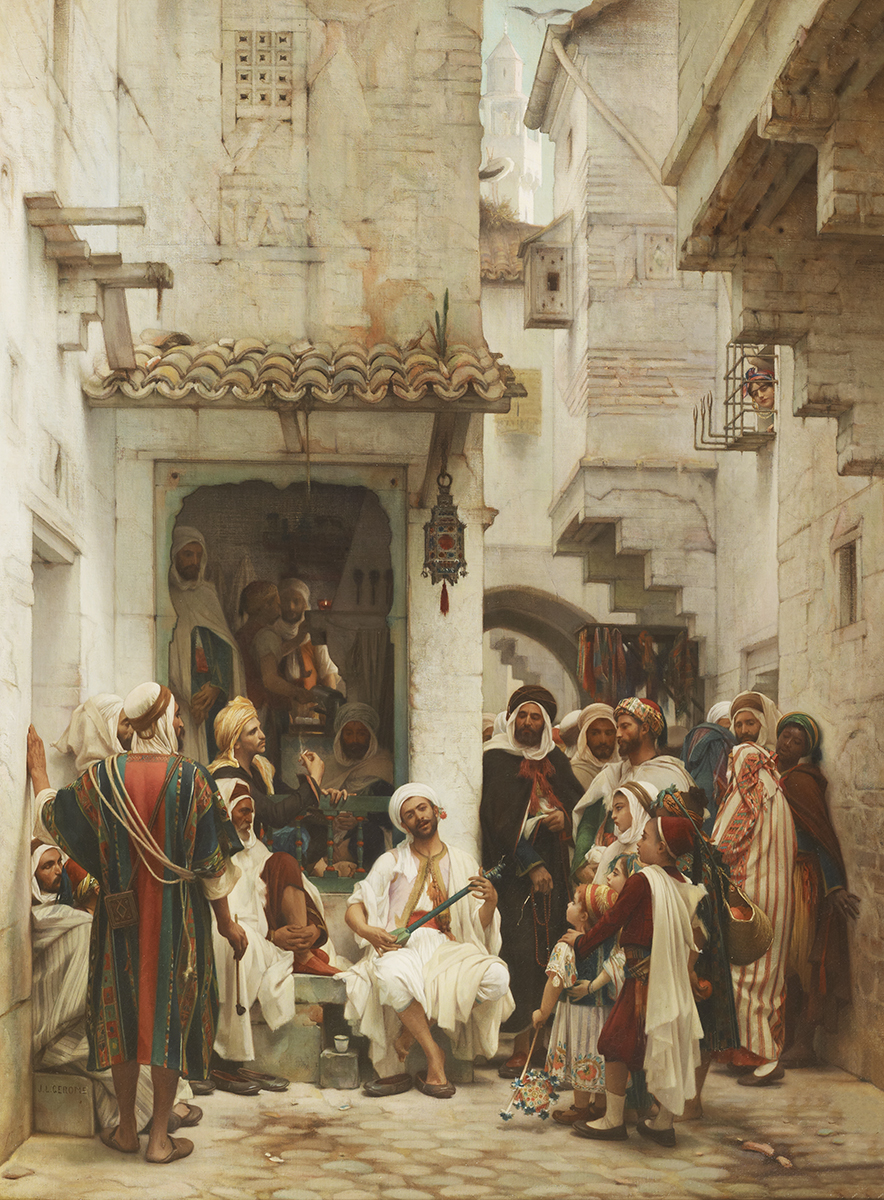
Musicien dans les rues de Constantine au XIXe siècle.

Le mahjouz est un genre musical populaire qui dérive du malouf de Constatine. C'est un genre constantinois par excellence, qui n'a pas d'équivalent dans les autres centres. Il est considéré par certains musiciens comme antérieur au malouf. 
Les textes du mahjouz sont en arabe populaire algérien, dont les auteurs sont des poètes issus du sud-est constantinois de l'époque. Il est probable qu'il y a eu une évolution historique et une intégration progressive de la poésie rural du mahjouz au répertoire citadin. Pour certains Constantinois, les textes du mahjouz ont été écrits à Constantine, pour d'autres, le fait que le mahjouz est né à Constantine n'exclut pas des origines rurales puisque l'arabe qui y est employé est différent de l'arabe citadin constantinois. 
Pour Sylvain Ghenassia, le mahjouz est apparu à travers des voyageurs qui séjournaient en hiver dans le Sud algérien, ils revenaient à Constantine avec des chansons. Pour Toumi, le mahjouz est constantinois, les poètes sont parfois tunisiens, toutefois il n'y a pas trace de cette forme en Tunisie. Pour d'autres Constantinois, il serait né dans le Djérid en Tunisie, avec cet argument qu'autrefois, il était chanté à l'extérieur de la cité. Un argument rejeté par d'autres, selon Merdaci « pendant les fêtes constantinoises, on écoutait le malouf et le mahjouz , parce qu'il est plus rythmé et plus léger. ». Alors pour d'autres musiciens, les familles conservatrices constantinoises étaient fermées à ce genre dans le passé, parce qu'ils jugeaient ses formes trop vulgaires pour être écoutées en famille. 
Le répertoire des Juifs de Constantine était principalement composé de mahjouz.

## Formes musicales et thèmes

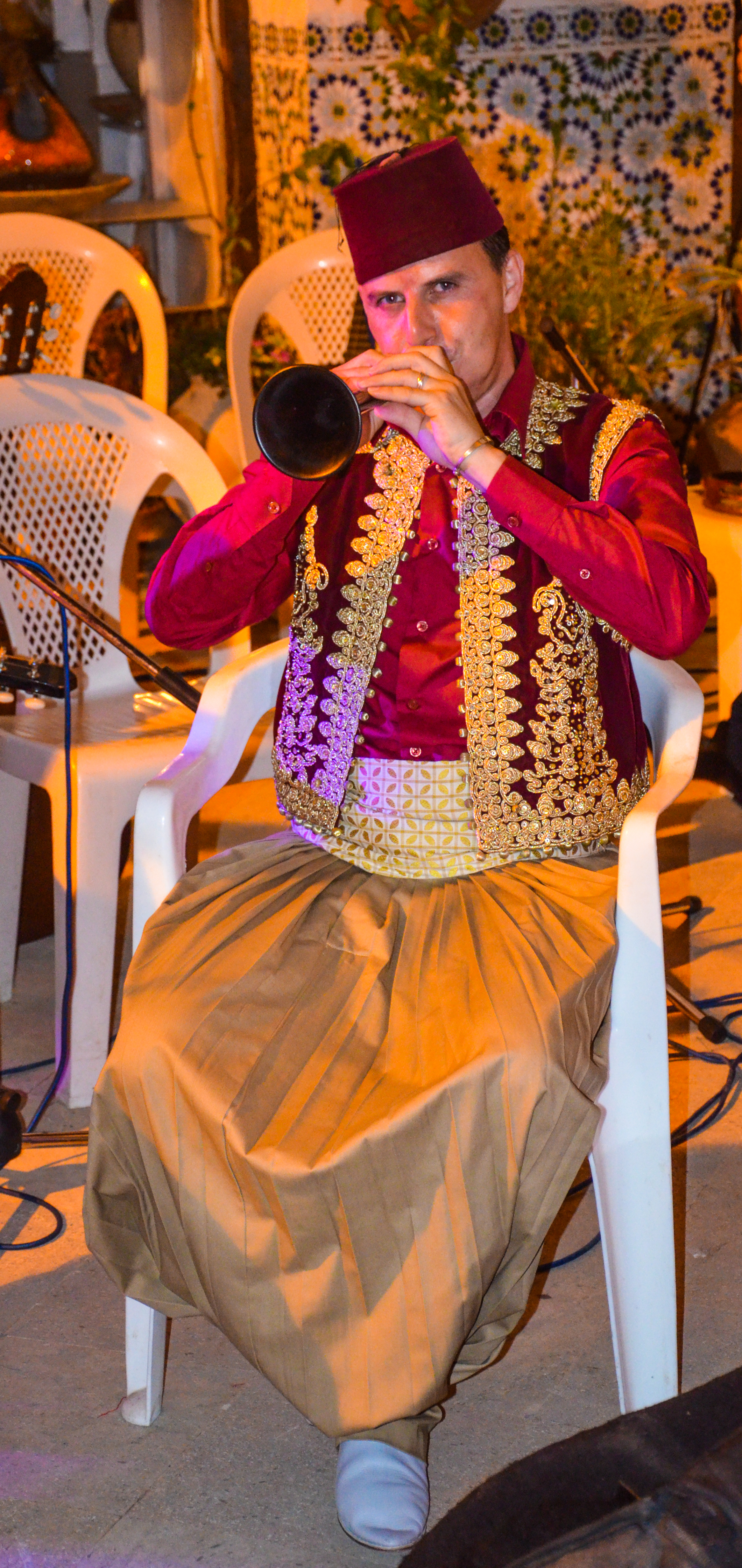
Zorna algérienne.

Le chant du mahjouz est fortement scandé et accompagné d'une musique composée sur les modes musicaux du malouf, mais avec des rythmes différents de ceux de la nouba. La zorna est employée dans ce genre musical.
Le mahjouz débute le plus souvent par les twâlaa (refrain) et parfois par les abyât (vers), il peut débuter également par le rkâb (couplet). La poésie du mahjouz possède son propre lexique mais les musiciens empruntent aussi celui de la poésie classique. Le rythme du mahjouz ressemble au zandali avec quelques différences, c'est un rythme ternaire (mesure à 12/8). 
Le mahjouz est surtout prévu pour le divertissement, les thèmes traités sont variés, les textes abordent des thèmes légers souvent osés. Parmi les textes les plus connus : El boughi, El achik (l'amoureux), Men djet forgtek fi bali (quand je pense à notre séparation),  ladjît al-blâd (j'ai parcouru tout le pays) ; rûh talqa faalak (retrouve ton destin) ;
Le mahzoun est un dérivé du mahjouz, selon les musiciens Constantinois, l'unique exemple est « Guâlû laarab guâlu », l'élégie de Salah Bey, la structure de cette pièce est totalement différente du mahjouz.

## Artistes représentatifs
- Djaballah Ben Saâd (xixe siècle)[14]
- Omar Chaklab(1902-1942)[15]
- Brahim Amouchi (1903-1990)[16]
- Zhor Fergani (1915-1982)
- Hacene El Annabi (1925)[17]
- Abdelmoumen Bentobbal (1928-2004)[18]
- Salah Rahmani (1943)[19]